# مايلز ديفيس
مايلز ديوي ديفيس الثالث (Miles Dewey Davis III) (26 مايو 1926 – 28 سبتمبر 1991) كان عازفًا لموسيقى الجاز، وعازف بوق، وقائد فرقة، وملحنًا أمريكيًا. يعتبر على نطاق واسع أحد أكثر الموسيقيين تأثيرًا في القرن العشرين، كان مايلز ديفيس، مع مجموعاته الموسيقية، في طليعة العديد من التطورات الرئيسية في موسيقى الجاز، منها البيبوب، كوول جاز، هارد بوب، مودال جاز، وجاز فيوجن.
وفي 7 أكتوبر 2008، حصل ألبومه كايند أوف بلو (Kind of Blue) لعام 1959 على الشهادة البلاتينية الرابعة من اتحاد صناعة التسجيلات في أمريكا (RIAA)، لشحنه على الأقل أربعة ملايين نسخة في الولايات المتحدة. وأُدخل مايلز ديفيس إلى متحف الروك آند رول في 2006. وتم اعتبار ديفيس «أحد الشخصيات الرئيسية في تاريخ الجاز». وفي 15 ديسمبر 2009، قام مجلس النواب الأمريكي بتمرير قرار شكلي يعترف ويحتفل بذكرى ألبوم كايند أوف بلو في ذكراه الخمسين، «تكريمًا لرائعته، وتأكيدًا أن الجاز ثورة قومية.»

## روابط خارجية
- مايلز ديفيس على موقع IMDb (الإنجليزية)
- مايلز ديفيس على موقع الموسوعة البريطانية (الإنجليزية)
- مايلز ديفيس على موقع مونزينجر (الألمانية)
- مايلز ديفيس على موقع ألو سيني (الفرنسية)
- مايلز ديفيس على موقع ميوزك برينز (الإنجليزية)
- مايلز ديفيس على موقع رولينغ ستون (الإنجليزية)
- مايلز ديفيس على موقع أول موفي (الإنجليزية)
- مايلز ديفيس على موقع قاعدة بيانات الأفلام السويدية (السويدية)
- مايلز ديفيس على موقع إن إن دي بي (الإنجليزية)
- مايلز ديفيس على موقع أول ميوزيك (الإنجليزية)